# Parque Nacional da Serra do Itajaí
O parque nacional da Serra do Itajaí  é uma unidade de conservação brasileira de proteção integral da natureza localizada no estado de Santa Catarina, com território distribuído através dos municípios de  Ascurra, Apiúna, Blumenau, Botuverá, Gaspar, Guabiruba, Indaial, Presidente Nereu e Vidal Ramos.

## Histórico
Serra do Itajaí foi criado através de Decreto Federal, emitido pela Presidência da República em
4 de junho de 2004 e publicado no Diário Oficial da União em 7 de junho de 2004, com uma área de 57 374 ha. O Decreto Federal de 20 de fevereiro de 2006 veio revisar os limites do parque. A administração do parque cabe atualmente ao Instituto Chico Mendes de Conservação da Biodiversidade (ICMBio).

## Caracterização da área
O parque nacional da Serra do Itajaí (PARNA da Serra do Itajaí) situa-se inteiramente no Vale do Itajaí, em Santa Catarina, abrangendo uma área de 57 374 ha de Mata Atlântica, distribuídos em nove municípios: Blumenau, com 17,32 % da área, Indaial, com 32,30 % da área, Apiúna, com 17,50 % da área, Ascurra, com 0,09 % da área, Presidente Nereu, com 8,55 % da área, Vidal Ramos, com 2,13 % da área, Botuverá, com 10,86 % da área, Guabiruba, com 9,11 % da área, e Gaspar, com 2,12 % da área.[carece de fontes?]
O morro Spitzkopf é parte integrante da unidade de conservação, como "Unidade de Conservação de Proteção Integral", que permite o uso público, pois o governo federal até 2017 não indenizou os proprietários dos terrenos por onde se estende a elevação; inclusive o acesso ao cume se dá mediante pagamento à empresa privada que explora turisticamente o morro.
Limita-se ao sul com o rio Itajaí-mirim, os municípios de Botuverá, Presidente Nereu e Vidal Ramos, com reentrância nas comunidades Lageado Alto e Lageado Baixo, no município de Botuverá; a oeste com os ribeirões Neise e Jundiá, no município de Apiúna; a leste com a serra da Sibéria, nos municípios de Gaspar e Guabiruba; e a norte com o ribeirão Encano, no município de Indaial, tendo uma reentrância na comunidade Nova Rússia, no município de Blumenau.[carece de fontes?]
O PARNA da Serra do Itajaí está  inserido na bacia hidrográfica do rio Itajaí, localizada na porção nordeste do
estado de Santa Catarina. O PARNA da Serra do Itajaí abrange uma importante área da bacia, já que este abriga as nascentes dos principais ribeirões que abastecem os nove municípios nos quais ele está inserido.[carece de fontes?]
O PARNA da Serra do Itajaí encampa uma área representativa do bioma da Floresta Atlântica, abrangendo formações de floresta ombrófila densa submontana, montana alto montana. O PARNA da Serra do Itajaí representa 0,05 % da área total original do bioma Mata Atlântica no Brasil e 0,55 % da área remanescente de Mata Atlântica. É um dos três grandes fragmentos florestais ainda existentes em Santa Catarina, situando-se geograficamente entre o parque estadual da Serra do Tabuleiro, ao sul, e a serra da Dona Francisca, ao norte. A área do PARNA da Serra do Itajaí representa 2,5 % dos remanescentes de floresta atlântica de Santa Catarina , além de se tratar da segunda maior unidade de conservação de proteção integral da natureza no sul do Brasil.[carece de fontes?]

## Galeria de fotos

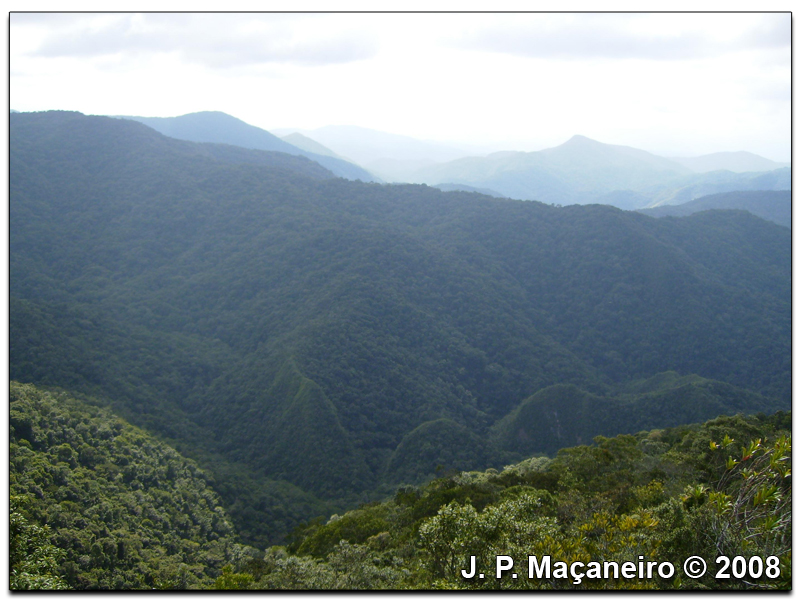
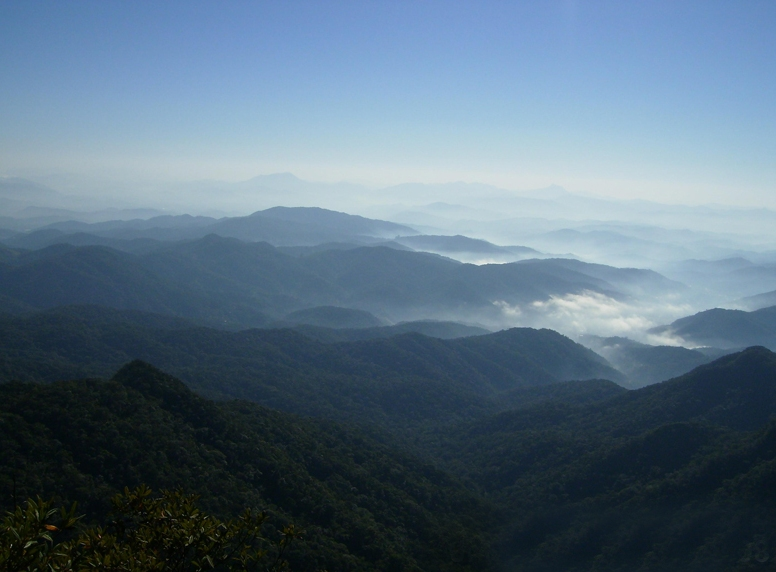